# Рогово (Островский район)
Рогово — деревня в Бережанской волости Островского района Псковской области.
Расположена в междуречье Великой и её притока Мошна, в 13 км к югу от центра города Остров. Западнее проходит автотрасса М20.
Численность населения деревни по состоянию на 2000 год составляла 6 жителей.